# هفت (ماهنامه)
هفت ماهنامه‌ای فرهنگی و هنری بود که به مدت پنج سال از ۱۳۸۲ تا ۱۳۸۶ منتشر می‌شد. ۴۵ شماره از این مجله منتشر شد و سرانجام در اسفند ۱۳۸۶ امتیاز انتشار آن لغو شد. صاحب‌امتیاز و مدیر مسئول مجله احمد طالبی‌نژاد بود و مجید اسلامی سردبیری آن را برعهده داشت.

## تاریخچه
نخستین شمارهٔ ماهنامه هفت در ۱۶ اردیبهشت ۱۳۸۲ در ۷۲ صفحه منتشر شد. این نشریه از همان نخستین شماره به ادبیات و سینما می‌پرداخت.

## لغو امتیاز
در ۲۰ اسفند ۱۳۸۶ امتیاز ماهنامهٔ هفت به همراه ۸ نشریه دیگر توسط معاونت امور مطبوعاتی وزارت ارشاد اسلامی لغو شد. از آبان ۱۳۸۷ ماهنامهٔ ارژنگ با همان تحریریه جایگزین آن شد. مجوز این نشریه هم پس از انتشار نخستین شماره توسط هیئت نظارت بر مطبوعات لغو گردید.